# 街子镇 (崇州市)

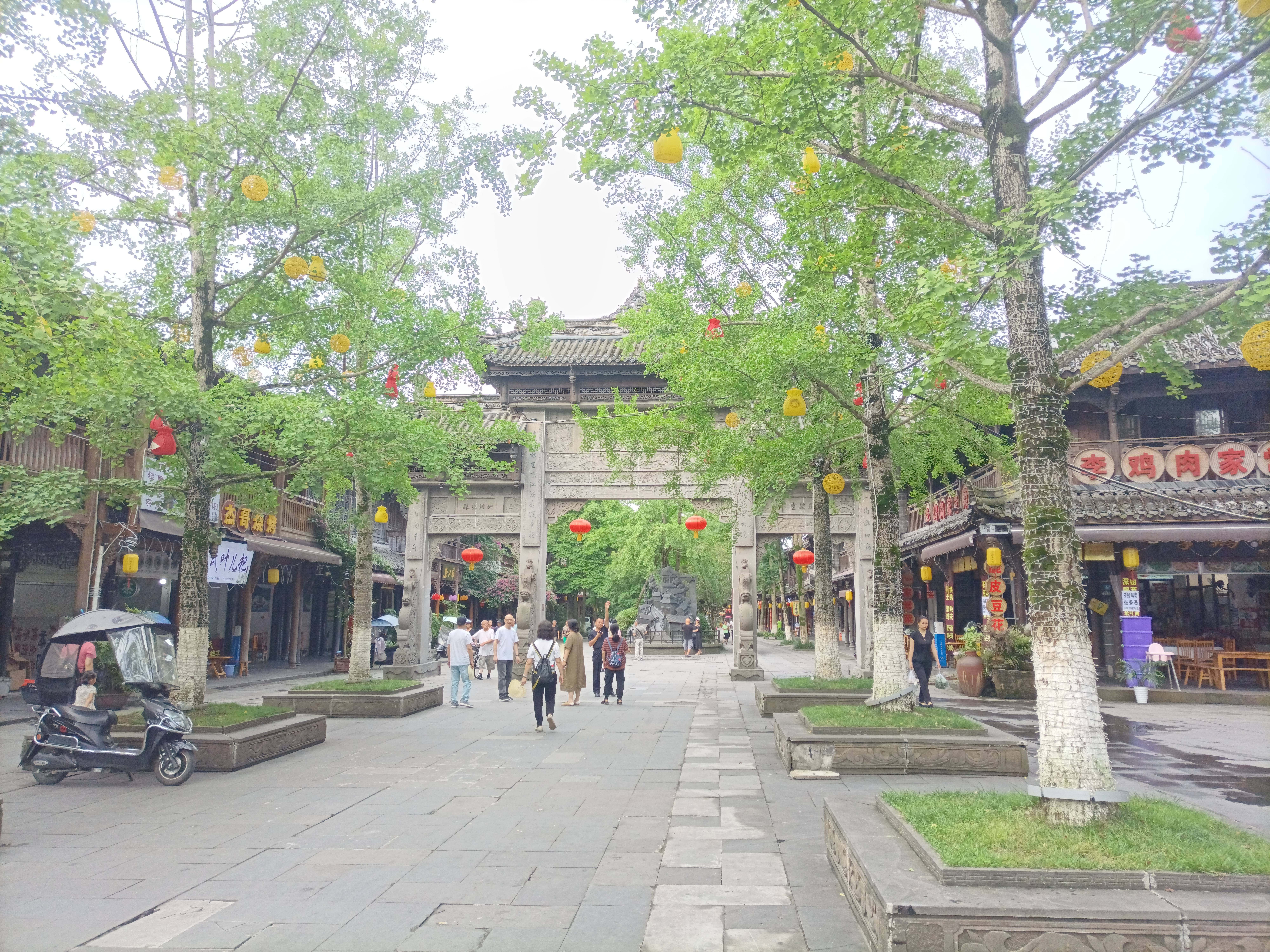
街子古镇（崇州市）

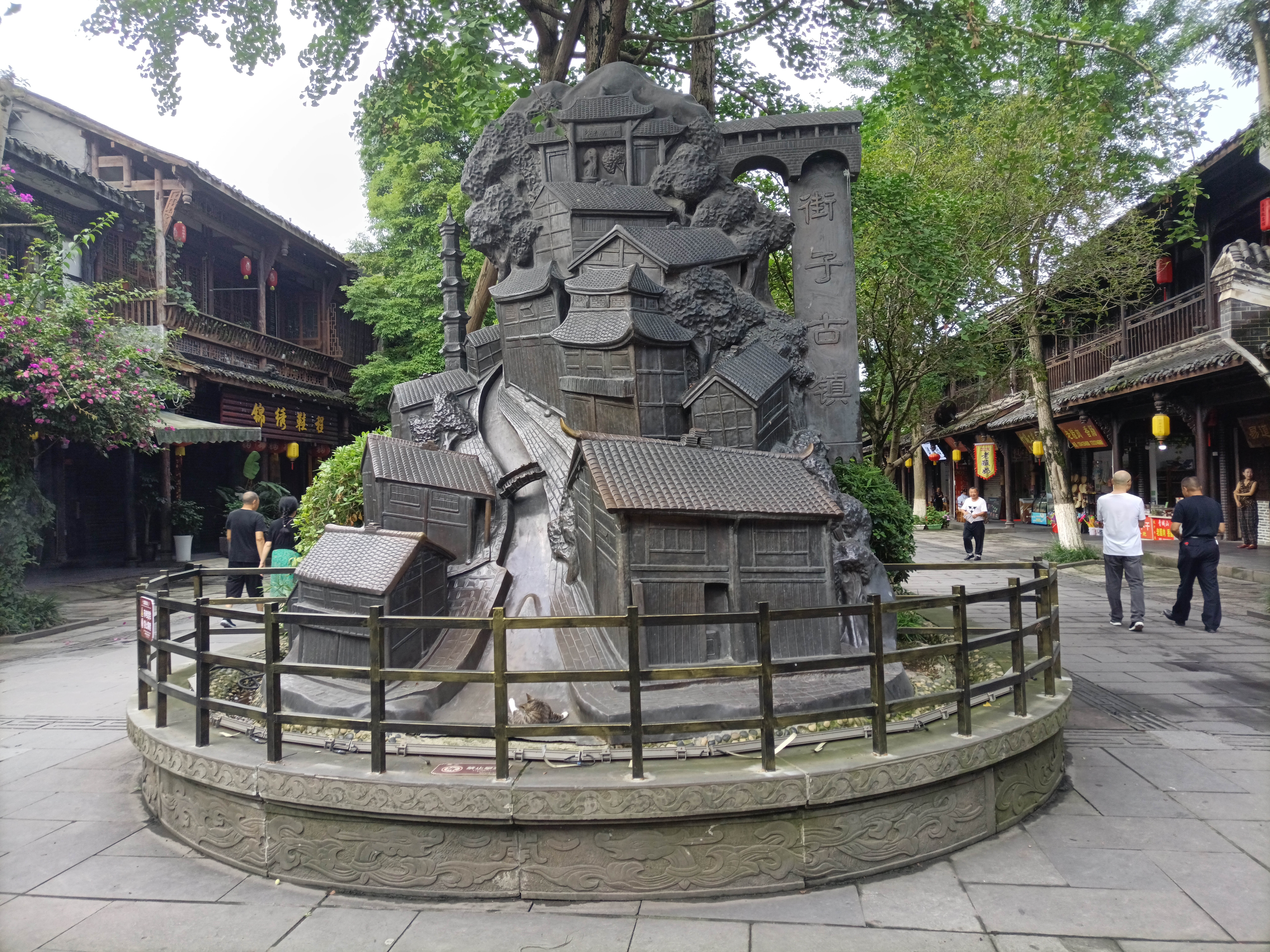
街子古镇铜像

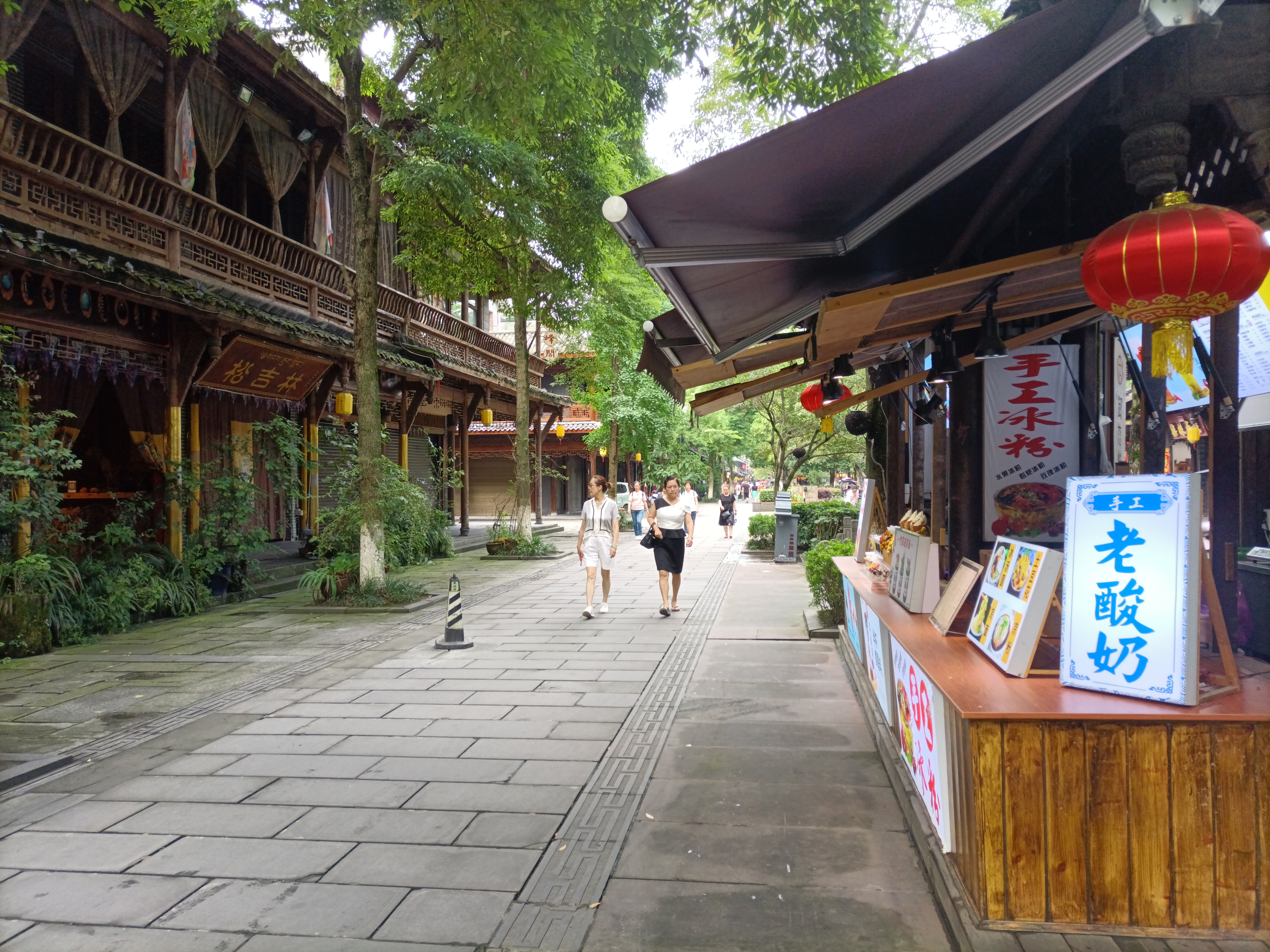
街子古镇街道

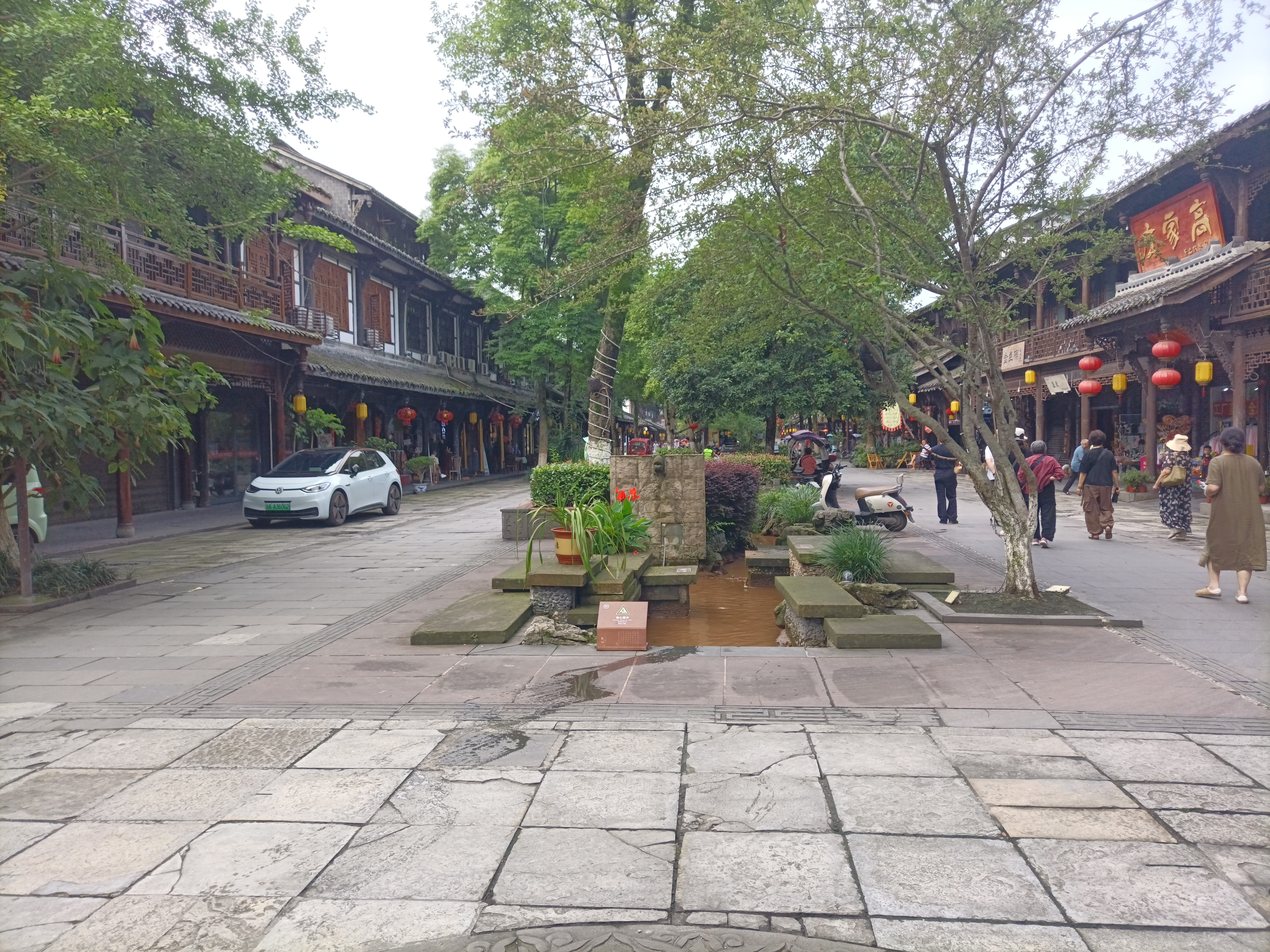
街子古镇街道

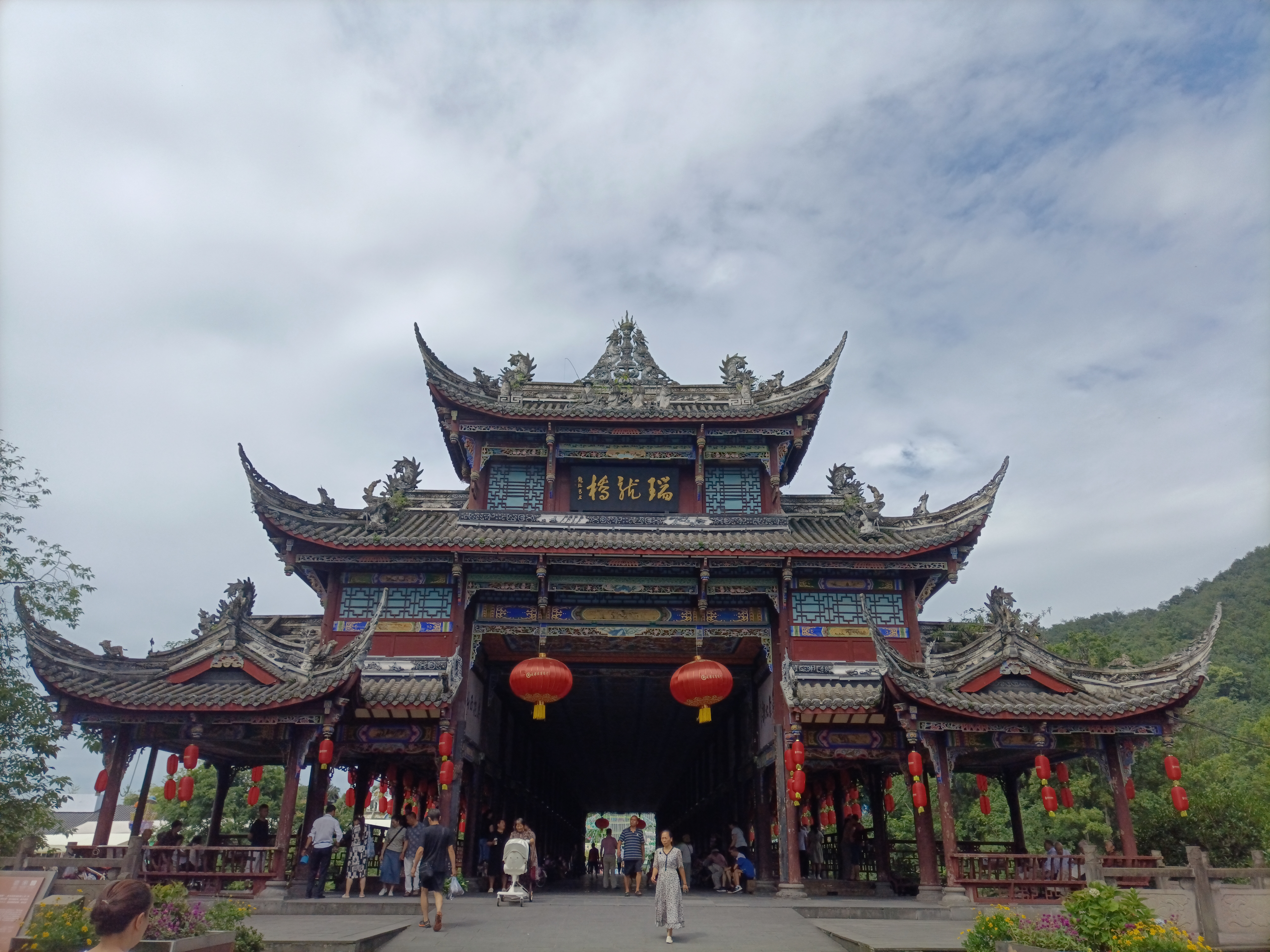
瑞龙桥

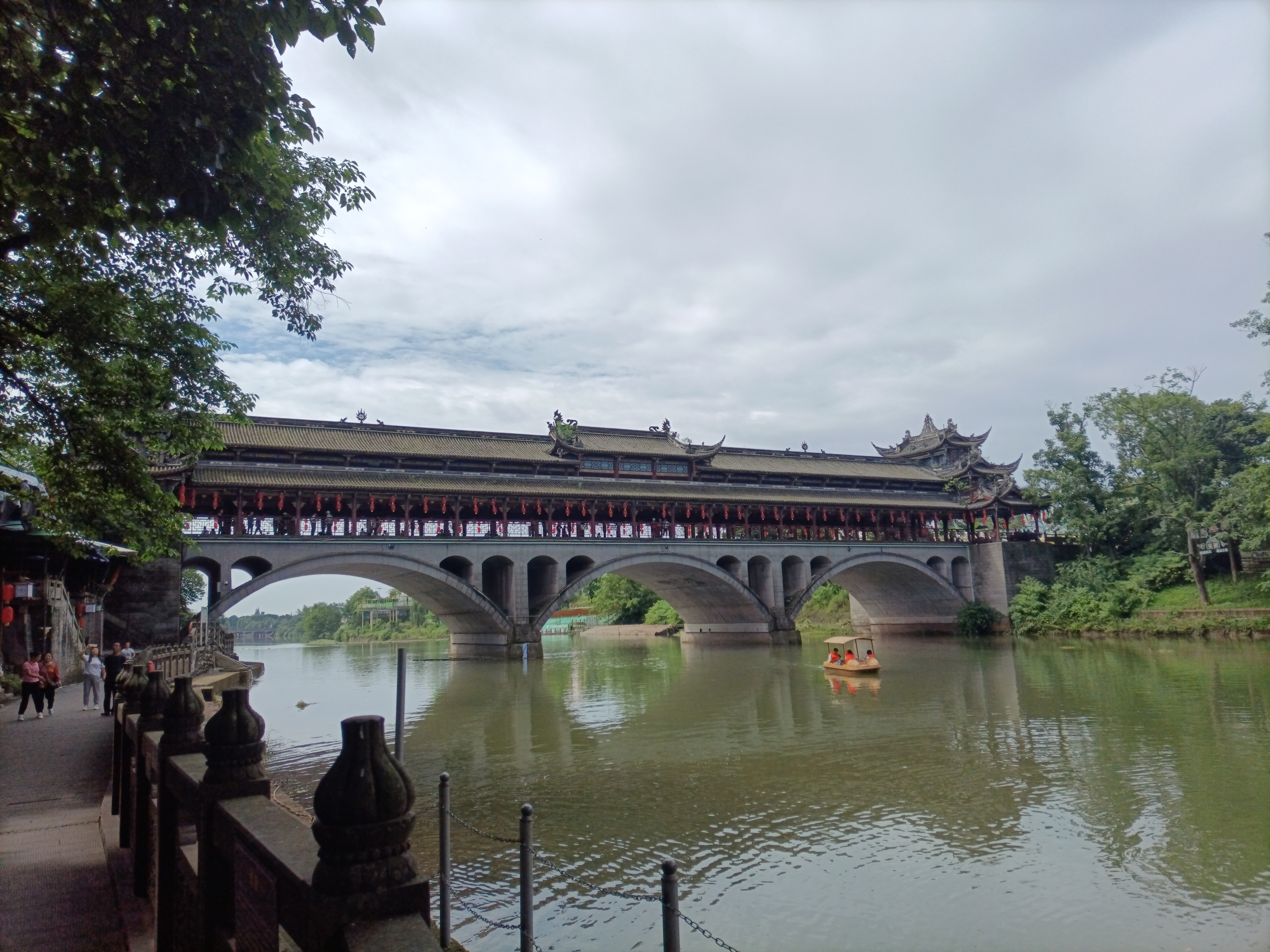
瑞龙桥 远眺

街子镇，是中华人民共和国四川省成都市崇州市下辖的一个乡镇级行政单位。2019年12月，撤销三郎镇，将其所属行政区域划归街子镇管辖，街子镇人民政府驻味江大道北段97号。

## 行政区划
街子镇下辖以下地区：
唐公社区、双河社区、天顺村、莲经村、古寺村、味江村、忙城村、余庆村、上元村、会元村和白圣村。

## 特产
汤麻饼：中国地理标志产品。